# 埃斯特雷莱克雷西
埃斯特雷莱克雷西（法語：Estrées-lès-Crécy，法語發音：[ɛstʁe lɛ kʁesi]，意为“克雷西附近的埃斯特雷”）是法国上法蘭西大區索姆省的一个市镇，属于阿布维尔区。该市镇2009年时的人口为391人。

## 人口
埃斯特雷莱克雷西人口变化图示
| 数据来源：INSEE |